# اژیه
اِژیه (Ezhiyeh) مرکز بخش اژیه و شهری از توابع این بخش در شهرستان هرند واقع در استان اصفهان ایران است.
این شهر، در ٢۵ کیلومتری مرکز شهرستان ورزنه قرار دارد. این شهر در  مرکز سه شهرستان ورزنه، جرقویه، هرند، و در ۷۵ کیلومتری شرق شهر اصفهان  واقع است. محل این شهر در خاور استان اصفهان و در منطقه‌ای کویری است. فاصلهٔ این شهر تا تالاب بین‌المللی گاوخونی ۵۵ کیلومتر می‌باشد.

## موقعیت جغرافیایی شهر
شهر اژیه از توابع شهرستان هرند واقع در ۷۵ کیلومتری شرق اصفهان و در مرکز منطقهٔ حاصلخیز رود شتین، مابین چهار مرکز شهرستان هرند، کوهپایه،  ورزنه، جرقویه بر روی مدارهای ۵۲٫۳۷۸۶ طول شرقی و ۳۲٫۴۴۰۶ عرض شمالی در ارتفاع ۱۴۸۰متری سطح دریا قرار دارد، رودخانهٔ زاینده‌رود که از سلسله  کوه های زاگرس سرچشمه می‌گیرد پس از مصفا  کردن شهر اصفهان راهی دیار شرق می‌ شود و اولین شهری که زاینده‌رود از وسط آن می‌گذرد شهر اژیه است. اژیه بر سر چهارراه ارتباطی مراکز بخش و نقاط شهری، روستایی شرق اصفهان واقع شده‌است و از همین لحاظ رفت‌وآمد از سایر نقاط به این شهر بسیار آسان صورت می‌گیرد. اژیه یکی از شهرهای منطقهٔ شرق اصفهان است که مناسب‌ترین کانون طبیعی فرهنگی اقتصادی و اجتماعی این محدوده شناخته می‌شود. وجود برج‌های کبوترخان در حاشیهٔ زاینده‌رود پل قدیمی شهر صحرای سرسبز و مردمی سخت‌کوش از ویژگی‌های دیگر این شهر است.

## آثار باستانی و اماکن سیاحتی زیارتی اژیه

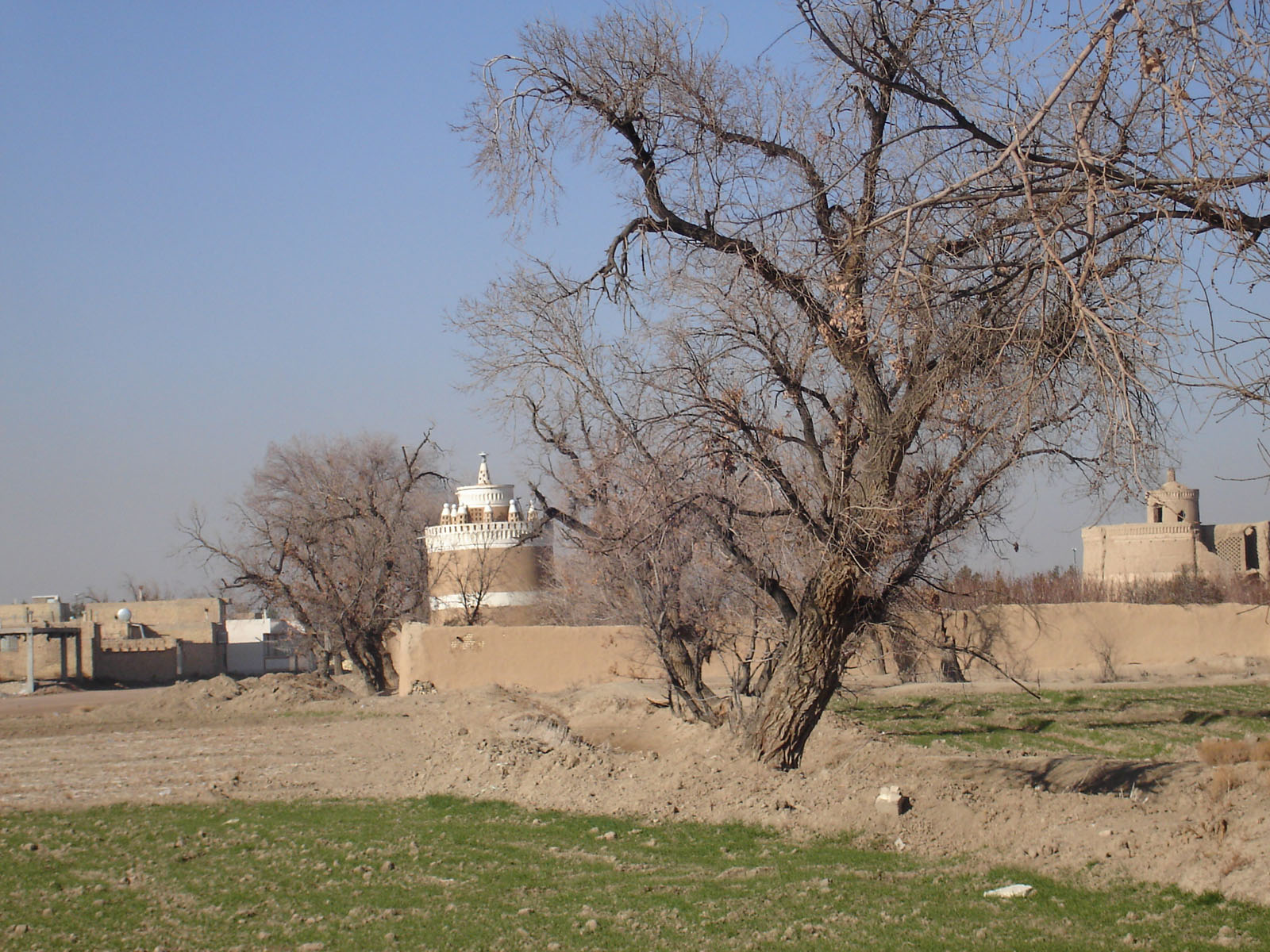

آثار باستانی شهر اژیه شامل: برج‌های کبوترخانه به تعداد زیاد، پل قدیمی رودخانه زاینده رود، مقبره عالم‌مجتهده و از استادان شیخ بهایی بانو حمیده، مسجد آقاصالح مربوط به دوره قاجار، قلعه قدیمی طالجرد و … از اماکن متبرکه شهر بقعهٔ متبرکهٔ حضرت امامزاده سیدمحمد که در کیلومتر ۳ جادهٔ اژیه به ورزنه قرار دارد و بسیار مورد اکرام و احترام مردم است و در تمام ایام سال مخصوصاً روزهای زیارتی از اطراف و اکناف به‌ویژه از بخش‌های واقع در شرق اصفهان به این آستانه مبارکه جهت زیارت و سیاحت روی می‌آورند و با توجه به امکانات موجود این آستانه از قبیل آب، برق، زائر سرا، سرویسهای بهداشتی ، استخر شنا، پارک‌های بزرگ و مشرف بودن به فضای سبز اطراف اغلب زائرین شب‌ها در کنار مرقد مطهر بیتوته  می کنند.
پل تاریخی اژیه واقع بر زاینده رود که دارای ۱۲ دهانه و ۱۳ پایه با طولی برابر ۵۷ متر و ارتفاع  ۶ متر و نیم و پهنای ۳ متر و۸۰ سانتی متر از زمان صفویه ب  روی رود ساخته شده است.
این پل از اجر،ساروج و سنگ،دراصل برای عبور و مرور پیاده و سواره بوده است.در سال ۱۳۴۹ توسط 《ملا محمد لطیفی خوراسگانی》مرمت شد .

## اقتصاد
از نظر وضعیت اقتصادی، با توجه به وجود رودخانهٔ زاینده‌رود و زمین‌های حاصلخیز، شغل اغلب مردم این شهر کشاورزی و دامداری است و گرچه  مستعد تولید هرگونه محصولی می‌باشد ولی عمده محصولات کشاورزی شهر اژیه شامل گندم، جو، چغندر قند، پنبه و علوفه است. در سال ۱۳۷۴ این شهر از نظر تولید و تحویل گندم به سیلو در سراسر کشور مقام اول را کسب  کرد. صنایع دستی و قالی‌بافی یکی دیگر از منابع درآمد مردم این شهر می‌باشد.

## آب و هوا
شهر اژیه دارای آب‌وهوای خشک بیابانی و از لحاظ اقلیم‌شناسی قبلی خشک می‌باشد و به علت مجاورت با کویر دارای شرایط کویری یعنی تابستان‌های گرم و زمستان‌های سرد است. رطوبت نسبی در اواخر ساعات شب و صبح‌ها بیشتر از سایر ساعات شبانه‌روز است و قبل از طلوع آفتاب به حداکثر و بعدازظهر به حداقل می‌رسد. ماه‌های مرداد و شهریور خشک‌ترین ماه‌های سال در این شهر به‌شمار می‌آیند. جهت وزش بادهای غالب نیز از غرب به شرق می‌باشد. درجه حرارت روزانه ۱٫۱۲ درجهٔ سانتیگراد و میانگین حداکثر درجه حرارت در تیرماه ۳۷ درجهٔ سانتیگراد و میانگین حداقل در آذرماه ۶٫۵ درجهٔ سانتیگراد است.

## گردشگری
شهر اژیه به لحاظ داشتن جاذبه‌های طبیعی و  قرار گرفتن در مسیر شهر گردشگر پذیر ورزنه و خصوصاً مسیر رودخانه و پارک ساحلی و استحقاق سرمایه‌گذاری در امر ساخت پلاژ در غالب طرح پردیس یا توسط نهادها و سازمان‌های دولتی و افراد حقیقی و شناساندن ابنیهٔ تاریخی خصوصاً برج‌های کبوترخان به بازدیدکنندگان از طول مسیر رودخانه و تالاب گاوخونی زمینهٔ جذب اردوهای تفریحی، فرهنگی، سیاحتی و زیارتی و همچنین توریست‌های داخلی و خارجی به منطقه بیشتر فراهم شود. گفتنی‌ست که در حال حاضر امامزاده طالجرد که در مسیر ۳ کیلومتری جادهٔ اژیه به ورزنه واقع شده‌است از نظر پذیرایی و استراحت مسافران بهترین مکان بوده و کلیهٔ امکانات لازم برای مهمانان از نظر بیتوته کردن در شب، سرویس‌های بهداشتی، فضای سبز، استخر شنا، تلفن، قهوه‌خانهٔ سنتی و سایر موارد را دارد. 
عکس هوایی از برج های کبوتر خانه
https://www.uplooder.net/img/image/99/603737d2b532a9045e6aaa5b3a7a0d98/photo-2023-01-11-19-46-39.jpg
عکس هوایی از برج های کبوتر خانه